# Musse Hasselvall
Per Michael Carl Musse Hasselvall, född 30 augusti 1972 i Nacka, är en svensk passare, skådespelare, regissör, kampsportsprofil och programledare samt författare.
Hasselvall har fem SM-guld i jujutsu bakom sig, samt brons från både världs- och europamästerskap. Numera[när?] tränar han shooto.
Han har haft biroller i flera filmer, bland annat i Sökarna (1993) och Rapport till himlen (1994). Från 2005 till 2006 medverkade han i kampsportsprogrammet Rallarsving på ZTV. 2007 var han tillsammans med "Jarmo Ek" (egentligen Joachim Persson) programledare för Yippee Ki-Yay på TV6. Vintern 2007 var han underklädesmodell. Han blev 2008 utsedd till "Sveriges bäst klädda TV-profil 2008" av tidskriften Cafés. Tillsammans med Doreen Månsson ledde han hösten 2009 UR-produktionen Välkomna nästan allihopa som handlar om främlingsfientlighet och rasism. År 2013 började han inspelningen av Mitt liv som jockey tillsammans med stjärnjockeyn Per Anders Gråberg.
2015 medverkade Musse Hasselvall i URs "Livets hårda skola" på SVT.
2019 kom Musse Hasselvall ut med sin självbiografiska Sorgen: smärta är vekhet som lämnar kroppen. I mars 2021 utkom han med boken Våldet tillsammans med Robert Svensson.

## Filmografi
- 1992 – Lotta på Bråkmakargatan (film) - Passareassistent
- 1993 – Sökarna – Andy
- 1994 – Rapport till himlen – Victors vän
- 1996 – Passageraren – rånare
- 1998 – Vinden har vänt – regissör (musikvideo)
- 2005–2006 – Rallarsving – sig själv (TV-serie)
- 2006 – Hombres (regi)
- 2007 – Yippee Ki-Yay – sig själv (TV-serie)
- 2007 – Jonas och Musses religion – sig själv (TV-serie)
- 2009 – Välkomna nästan allihopa – sig själv (TV-serie)
- 2010 – Ystad-Haparanda – sig själv (TV-serie)
- 2013 – Mitt liv som jockey